# Unité urbaine de Tarascon-sur-Ariège
L'Unité urbaine de Tarascon-sur-Ariège est une unité urbaine française centrée sur la commune de Tarascon-sur-Ariège dans le département de l'Ariège en région Occitanie.

## Données générales
Dans le zonage réalisé par l'Insee en 2010, l'unité urbaine était composée de sept communes.
Dans le nouveau zonage réalisé en 2020, elle est composée de neuf communes, deux communes ayant été ajoutées au périmètre.
En 2022, avec 6 229 habitants, elle représente la 5e unité urbaine du département de l'Ariège.
En 2021, sa densité de population s'élève à 53 hab/km2. Par sa superficie, elle représente 2,38 % du territoire départemental et, par sa population, elle regroupe 3,99 % de la population du département de l'Ariège.

## Composition 2020 de l'unité urbaine
Elle est composée des neuf communes suivantes :
| Nom                                | Code Insee | Département | Statut       | Superficie (km2) | Population (dernière pop. légale) | Densité (hab./km2) | Modifier                                    |
| ---------------------------------- | ---------- | ----------- | ------------ | ---------------- | --------------------------------- | ------------------ | ------------------------------------------- |
| Tarascon-sur-Ariège (ville-centre) | 09306      | Ariège      | ville-centre | 8,65             | 3 060 (2022)                      | 354                | modifier les données · modifier les données |
| Arignac                            | 09015      | Ariège      | banlieue     | 8,84             | 722 (2022)                        | 82                 | modifier les données · modifier les données |
| Bédeilhac-et-Aynat                 | 09045      | Ariège      | banlieue     | 6,38             | 195 (2022)                        | 31                 | modifier les données · modifier les données |
| Ornolac-Ussat-les-Bains            | 09221      | Ariège      | banlieue     | 11,99            | 248 (2022)                        | 21                 | modifier les données · modifier les données |
| Quié                               | 09240      | Ariège      | banlieue     | 2,51             | 298 (2022)                        | 119                | modifier les données · modifier les données |
| Rabat-les-Trois-Seigneurs          | 09241      | Ariège      | banlieue     | 26,96            | 368 (2022)                        | 14                 | modifier les données · modifier les données |
| Saurat                             | 09280      | Ariège      | banlieue     | 44,29            | 697 (2022)                        | 16                 | modifier les données · modifier les données |
| Surba                              | 09303      | Ariège      | banlieue     | 2,22             | 333 (2022)                        | 150                | modifier les données · modifier les données |
| Ussat                              | 09321      | Ariège      | banlieue     | 4,40             | 308 (2022)                        | 70                 | modifier les données · modifier les données |

## Évolution démographique
| 1968  | 1975  | 1982  | 1990  | 1999  | 2009  | 2014  | 2021  |
| ----- | ----- | ----- | ----- | ----- | ----- | ----- | ----- |
| 6 875 | 7 114 | 6 960 | 6 545 | 6 328 | 6 583 | 6 481 | 6 169 |

#### Données générales
- Unité urbaine en France
- Aire d'attraction d'une ville
- Liste des unités urbaines de France

#### Données démographiques en rapport avec l'unité urbaine de Tarascon-sur-Ariège
- Aire d'attraction de Foix
- Aire d'attraction de Tarascon-sur-Ariège
- Arrondissement de Foix

#### Données démographiques en rapport avec l'Ariège
- Démographie de l'Ariège